# طواف العالم للدراجات 2010

طواف العالم للدراجات 2010 هو سباق الدراجات الهوائية الثاني من نظام التصنيف الذي أطلقه الاتحاد الدولي للدراجات في عام 2009. وبدأ الموسم في 19 يناير وأستمر حتى 16 أكتوبر وتكون من 26 مرحلة. وفاز في النتائج الفردية خواكيم رودريغيث أولاً، وحل فيليب جيلبير ثانياً، ولويس ليون سانشيز ثالثاً.

## الأحداث
جميع مسابقات سباق برو تاور للدراجات 2010 ال16 دخلت في تقويم المناسبة، وأيضاً الثلاث الطوافات الكبرى، بالإضافة إلى سباقين من نوع سباق المرحلة، وخمسة سباقات من نوع اليوم الواحد الكلاسيكي.
| السباق                         | التاريخ         | الفائز                               | الثاني                              | الثالث                              | نقاط أخرى (الرابع فصاعداً)                                         | نقاط المرحلة    |
| ------------------------------ | --------------- | ------------------------------------ | ----------------------------------- | ----------------------------------- | ----------------------------------------------------------------- | --------------- |
| داون أندر                      | Jan 19 – Jan 24 | أندريه جريبيل (GER) (100 نقطة)       | لويس ليون سانشيز (ESP) (80 نقطة)    | جريج هندرسون (NZL) (70 نقطة)        | 60, 50, 40, 30, 20, 10, 4                                         | 6, 4, 2, 1, 1   |
| باريس-نايس                     | Mar 7 – Mar 14  | ألبيرتو كونتادور (ESP) (100 نقطة)    | لويس ليون سانشيز (ESP)† (80 نقطة)   | رومان كريوزيجير (CZE)† (70 نقطة)    | 60, 50, 40, 30, 20, 10, 4                                         | 6, 4, 2, 1, 1   |
| تيرينو ادرياتيكو               | Mar 10 – Mar 16 | ستيفانو جارزيلي (ITA) (100 نقطة)     | ميشيل سكاربوني (ITA) (80 نقطة)      | كاديل إفانز (AUS) (70 نقطة)         | 60, 50, 40, 30, 20, 10, 4                                         | 6, 4, 2, 1, 1   |
| ميلان-سان ريمو                 | Mar 20          | أوسكار فريري (ESP) (100 نقطة)        | توم بونن (BEL) (80 نقطة)            | أليساندرو بيتاتشي (ITA) (70 نقطة)   | 60, 50, 40, 30, 20, 10, 4                                         | N/A             |
| فولتا كاتالونيا                | Mar 22 – Mar 28 | خواكيم رودريغيث (ESP) (100 نقطة)     | كزافييه توندو (ESP) (80 نقطة)       | رين تاراما (EST) (70 نقطة)          | 60, 50, 40, 30, 20, 10, 4                                         | 6, 4, 2, 1, 1   |
| غنت-وفلجم                      | Mar 28          | برنارد إيسل (AUT) (80 نقطة)          | سيب فانمارك (BEL) (60 نقطة)         | فيليب جيلبير (BEL) (50 نقطة)        | 40, 30, 22, 14, 10, 6, 2                                          | N/A             |
| طواف فلاندرز                   | April 4         | فابيان كانسيليرا (SUI) (100 نقطة)    | توم بونن (BEL) (80 نقطة)            | فيليب جيلبير (BEL) (70 نقطة)        | 60, 50, 40, 30, 20, 10, 4                                         | N/A             |
| طواف إقليم الباسك              | Apr 5 – Apr 10  | كريس هورنر (USA) (100 نقطة)          | بنات انساوستي (ESP)† (80 نقطة)      | خواكيم رودريغيث (ESP)† (70 نقطة)    | 60, 50, 40, 30, 20, 10, 4                                         | 6, 4, 2, 1, 1   |
| سباق باريس روبيه               | Apr 11          | فابيان كانسيليرا (SUI) (100 نقطة)    | تور هوسهوفد (NOR) (80 نقطة)         | خوان أنطونيو فليتشا (ESP) (70 نقطة) | 60, 50, 40, 30, 20, 10, 4                                         | N/A             |
| سباق أمستل الذهبي              | Apr 18          | فيليب جيلبير (BEL) (80 نقطة)         | رايدر هيسجيدال (CAN) (60 نقطة)      | إنريكو جاسباروتو (ITA) (50 نقطة)    | 40, 30, 22, 14, 10, 6, 2                                          | N/A             |
| فليش والون                     | Apr 21          | كاديل إفانز (AUS) (80 نقطة)          | خواكيم رودريغيث (ESP) (60 نقطة)     | ألبيرتو كونتادور (ESP) (50 نقطة)    | 40, 30, 22, 14, 10, 6, 2                                          | N/A             |
| لييج-باستون-لييج               | Apr 25          | أليكساندر فينوكوروف (KAZ) (100 نقطة) | ألكسندر كولوبنيف (RUS) (80 نقطة)    | فيليب جيلبير (BEL)† (70 نقطة)       | 60, 50, 40, 30, 20, 10, 4                                         | N/A             |
| طواف روماندي                   | Apr 27 – May 2  | سيمون سبيلاك (SLO)† (100 نقطة)       | دينيس مينتشوف (RUS)† (80 نقطة)      | مايكل روجرز (دراج) (AUS)† (70 نقطة) | 60, 50, 40, 30, 20, 10, 4                                         | 6, 4, 2, 1, 1   |
| طواف إيطاليا                   | May 8 – May 30  | إيفان باسو (ITA) (170 نقطة)          | ديفيد أرويو (ESP) (130 نقطة)        | فينتشينزو نيبالي (ITA) (100 نقطة)   | 90, 80, 70, 60, 52, 44, 38, 32, 26, 22 18, 14, 10, 8, 6, 4, 2     | 16, 8, 4, 2, 1  |
| كريثيديا دو دوفين              | Jun 6 – Jun 13  | يانيز برايكوفيتش (SLO) (100 نقطة)    | ألبيرتو كونتادور (ESP) (80 نقطة)    | تجي فان جارد إرين (USA) (70 نقطة)   | 60, 50, 40, 30, 20, 10, 4                                         | 6, 4, 2, 1, 1   |
| طواف سويسرا                    | Jun 12 – Jun 20 | فرانك شليك (LUX) (100 نقطة)          | لانس آرمسترونج (USA) (80 نقطة)      | جاكوب فوجلسانج (DEN) (70 نقطة)      | 60, 50, 40, 30, 20, 10, 4                                         | 6, 4, 2, 1, 1   |
| سباق طواف فرنسا                | Jul 3 – Jul 25  | أندي شليك (LUX)† (200 نقطة)          | دينيس مينتشوف (RUS)† (150 نقطة)     | صمويل سانتشيث (ESP)† (120 نقطة)     | 110, 100, 90, 80, 70, 60, 50, 40, 30, 24, 20, 16, 12, 10, 8, 6, 4 | 20, 10, 6, 4, 2 |
| طواف سان سيباستيان             | Jul 31          | لويس ليون سانشيز (ESP) (80 نقطة)     | أليكساندر فينوكوروف (KAZ) (60 نقطة) | كارلوس ساستري (ESP) (50 نقطة)       | 40, 30, 22, 14, 10, 6, 2                                          | N/A             |
| طواف بولندا                    | Aug 1 – Aug 7   | دان مارتن (دراج) (IRL) (100 نقطة)    | قريقا بولي (SLO) (80 نقطة)          | باوك موليما (NED) (70 نقطة)         | 60, 50, 40, 30, 20, 10, 4                                         | 6, 4, 2, 1, 1   |
| طواف فاتينفول                  | Aug 15          | تايلر فارار (USA) (80 نقطة)          | إيدفالد بواسون هاغن (NOR) (60 نقطة) | أندريه جريبيل (GER) (50 نقطة)       | 40, 30, 22, 14, 10, 6, 2                                          | N/A             |
| طواف إينكو                     | Aug 17 – Aug 24 | طوني مارتين (GER) (100 نقطة)         | Koos Moerenhout (NED) (80 نقطة)     | إيدفالد بواسون هاغن (NOR) (70 نقطة) | 60, 50, 40, 30, 20, 10, 4                                         | 6, 4, 2, 1, 1   |
| جي بي واست-فرنسا               | Aug 22          | ماثيو جوس (AUS) (80 نقطة)            | تايلر فارار (USA) (60 نقطة)         | Yoann Offredo (FRA) (50 نقطة)       | 40, 30, 22, 14, 10, 6, 2                                          | N/A             |
| طواف إسبانيا                   | Aug 28 – Sep 19 | فينتشينزو نيبالي (ITA) (170 نقطة)    | بيتر فيليس (SVK) (130 نقطة)         | خواكيم رودريغيث (ESP) (100 نقطة)    | 90, 80, 70, 60, 52, 44, 38, 32, 26, 22 18, 14, 10, 8, 6, 4, 2     | 16, 8, 4, 2, 1  |
| جائزة_كيبيك_الكبرى_للدراجات    | Sept 10         | توماس فوكلر (FRA) (80 نقطة)          | إيدفالد بواسون هاغن (NOR) (60 نقطة) | روبرت جاسنك (NED) (50 نقطة)         | 40, 30, 22, 14, 10, 6, 2                                          | N/A             |
| جائزة مونتريال الكبرى للدراجات | Sept 12         | روبرت جاسنك (NED) (80 نقطة)          | بيتر ساجان (SVK) (60 نقطة)          | رايدر هيسجيدال (CAN) (50 نقطة)      | 40, 30, 22, 14, 10, 6, 2                                          | N/A             |
| طواف لومبارديا                 | Oct 16          | فيليب جيلبير (BEL) (100 نقطة)        | ميشيل سكاربوني (ITA) (80 نقطة)      | بابلو لاستراس (ESP) (70 نقطة)       | 60, 50, 40, 30, 20, 10, 4                                         | N/A             |

†: دراجون عززت نتائجهم بعد ازالة نتائج أليخاندرو بالبيردي.

## النتائج

### الترتيب الفردي (أعلى 5)
| الترتيب | الدراج                 | الفريق               | النقاط   |
| ------- | ---------------------- | -------------------- | -------- |
| الأول   | خواكيم رودريغيث (ESP)  | فريق كاتيوشا         | 561 نقطة |
| الثاني  | فيليب جيلبير (BEL)     | أوميغا فارما لوتو    | 437 نقطة |
| الثالث  | لويس ليون سانشيز (ESP) | كيسي دوبراني         | 413 نقطة |
| الرابع  | كاديل إفانز (AUS)      | فريق بي إم سي راسينغ | 390 نقطة |
| الخامس  | فينتشينزو نيبالي (ITA) | فريق يكويجاس دويمو   | 390 نقطة |

### ترتيب الفرق
| السنة | الأول          | الثاني             | الثالث       |
| ----- | -------------- | ------------------ | ------------ |
| 2010  | فريق ساكسو بنك | فريق يكويجاس دويمو | فريق رابوبنك |

### ترتيب الدول
| السنة | الأول   | الثاني  | الثالث |
| ----- | ------- | ------- | ------ |
| 2010  | إسبانيا | إيطاليا | بلجيكا |